# بخش کارمورنت، شهرستان بکر، مینه سوتا
بخش کارمورنت (به انگلیسی: Cormorant Township) یک منطقهٔ مسکونی در ایالات متحده آمریکا است که در شهرستان بکر، مینه‌سوتا واقع شده‌است.
 بخش کارمورنت ۹۳٫۹ کیلومتر مربع مساحت و ۱٬۰۳۹ نفر جمعیت دارد و ۴۱۴ متر بالاتر از سطح دریا واقع شده‌است.